# Ycn事件
Ycn事件是2007年1月14日，中華民國國立東華大學歷史學系女大學生楊超甯（網路代號ycn，暱稱“歪熙恩”）自殺的事件。這位女學生因在東華大學東方小城BBS網路看板上轉貼學生租屋注意事項及吳姓房東對於出租房屋管理不當，而被吳姓房東提出誹謗告訴，因而自殺。遺書留言「就算我離開人世，也決不跟吳老奸低頭」。
校方指出該女生有憂鬱症病史，隨即引起網路上嚴重的不平聲浪，引發一連串關於詐騙、學生租屋糾紛、憂鬱症、大學生的法律常識、社會不公及司法的討論。

## 楊超甯
國立東華大學歷史學系學生楊超甯（25歲）生於1982年9月1日，於2007年1月14日清晨大約7時25分被住在對面的王姓女學生發現在研究生宿舍的擷雲二莊中庭樓梯，以紅黑相間的圍巾綁在欄桿上吊自殺。
楊超甯曾以「歪熙恩」的代號在BBS站上轉貼學生租屋注意事項及吳姓房東對於出租房屋管理不當，而被吳姓房東提出誹謗告訴。轉貼文章中指出「吳老奸」姓「吳」、是「東華大學附近出租房屋的房東」、又叫「吳伯伯」（表示有點年紀），租屋學生在BBS站上討論過程中甚至揚言公佈所謂「吳老奸」夫婦兩支手機號碼供多數不特定人士打騷擾電話。被害人告她誹謗。楊超甯自殺半個月前暨地檢署開庭時，張立中檢察官要求楊女必須提出人證，但同學們因為期末考將至，多半表達出息事寧人的態度。
從小楊超甯與父兄三人在後山花蓮租屋而居。楊同學為了考研究所，決定用延畢的方式留在學校衝刺一年。東華大學老師說，「她有用電話跟我說她有憂鬱症的傾向，她說她的症狀蠻嚴重的，到底是幫學生打抱不平的原因佔比較多，還是她本身憂鬱症，我想這些因素都有。」
歷史系延畢生楊超甯的父親是東華大學的退休教授。校方指出，楊超甯2003年8月從慈濟大學轉學到東華大學歷史系，校方獲悉楊超甯疑有憂鬱症傾向，特地讓她住在研究生住宿的擷雲二莊，以提供良好的生活照顧。

## 外部連結
- 東華大學學生說法 （页面存档备份，存于）